# The Hong Kong Massacre
The Hong Kong Massacre est un jeu vidéo d'action développé et édité par 	VRESKI, sorti en 2019 sur Windows et PlayStation 4.

## Accueil
- Jeuxvideo.com : 14/20[1]